# 우랄족

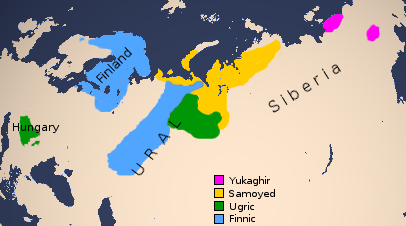
유카기르족
사모예드족
우그리아족
핀족

우랄족(Uralic peoples)은 우랄어족을 사용하는 민족들을 말한다. 크게 핀우그리아족과 사모예드족으로 나뉘며, 다시 각기 핀족과 우그리아족, 북사모예드족과 남사모예드족으로 나뉜다. 그리고 핀족은 다시 사미족, 발트핀족, 볼가핀족, 페름족으로 나뉜다. 인류학적 의미는 모호하며, 언어 계통 상의 분류에 기반한다.